# Andorra nos Jogos Olímpicos de Verão de 1992
Andorra competiu nos Jogos Olímpicos de Verão de 1992 em Barcelona, Espanha.

## Resultados por Evento

### Atletismo
Salto em altura feminino
- Maggy Moreno
  - Classificatória — 1,70 m (→ não avançou, 41º lugar)

### Ciclismo
Estrada Individual masculino
- Xavier Pérez
  - Final — 31º lugar

- Emili Pérez
  - Final — 82º lugar

- Juan González
  - Final — não terminou (→ sem classificação)

### Judô
Até 60 kg
- Antoni Molne

### Vela
Classe 470 masculino
- David Ramón and Oscar Ramón
  - Final ranking — 160 pontos (→ 27º lugar)

### Tiro
Fossa Olímpica
- Joan Besoli